# Rivière Mistassini
Ne doit pas être confondu avec Rivière Mistassibi.
Pour les articles homonymes, voir Mistassini.
La rivière Mistassini est un affluent du lac Saint-Jean, coulant successivement dans le territoire non organisé de Passes-Dangereuses, dans les municipalités de Girardville, Albanel, Saint-Eugène-d'Argentenay, Dolbeau-Mistassini et Saint-Félicien, dans la municipalité régionale de comté (MRC) Le Domaine-du-Roy, au Québec, au Canada.
La foresterie constitue la principale activité économique du secteur ; les activités récréotouristiques, en second.
Venant du Sud, la route forestière R0206 remonte la vallée de la rivière Mistassibi jusque dans la partie supérieure de la vallée. Plusieurs autres routes forestières desservent cette vallée, surtout pour les besoins de la foresterie et des activités récréotouristiques,,.
La surface de la rivière Mistassibi est habituellement gelée de la fin novembre au début avril, toutefois la circulation sécuritaire sur la glace se fait généralement de la mi-décembre à la fin mars.

## Description
La rivière Mistassini prend naissance à l'extrémité est de la vaste municipalité de Eeyou Istchee Baie-James (municipalité), entre les lacs à l'Eau Froide et la rivière Daniel, soit à quelque 80 km à l'est du lac Mistassini.
Cette importante rivière, dont le bassin-versant couvre 21 885 km2 de superficie, reçoit notamment les eaux des rivières Papillon, Framboises et Mistassibi. La partie supérieure de son cours est ponctuée d'une succession de rapides, de chutes et de cascades.
La rivière Mistassini prend sa source à l'embouchure du Petit lac De Vau (longueur : 2,5 km ; largeur maximale : 1,9 km ; altitude : 581 m). Cette source est située à :
- 8,0 km à l'Ouest du lac à l'Eau Froide qui fait partie du bassin versant de la rivière Témiscamie ;
- 4,5 km au Sud-Ouest du lac De Vau qui s'avère le lac de tête de la rivière Daniel du bassin versant de la rivière Mistassibi ;
- 239 km au Nord-Ouest de l'embouchure de la rivière Mistassini (confluence avec le lac Saint-Jean) ;
- 220,7 km au Nord-Ouest de l'embouchure de la rivière Mistassibi (confluence avec la rivière Mistassini)[3].

À partir de l'embouchure du lac de tête, le cours de la rivière Mistassini descend généralement vers le Sud, presque toujours en zone forestière sauf en fin de sur 299,7 km cours, selon les segments suivants :
Cours supérieur de la rivière Mistassini (segment de 164,9 km)
- 5,9 km d'abord vers l'Ouest, courbant vers le Sud pour traverser sur 1,3 km un lac non identifié (longueur : 2,5 km ; altitude : 531 m), puis poursuivant vers l'Ouest jusqu'à un coude de rivière ;
- 35,9 km vers le Sud, jusqu'à la décharge (venant du Sud-Est) d'un ensemble de lacs ;
- 19,5 km vers le Sud en courbant vers l'Ouest en fin de segment, jusqu'à un coude de rivière ;
- 12,1 km vers le Sud, jusqu'à la décharge (venant de l'Est) d'un ensemble de lacs ;
- 22,0 km vers le Sud, en recueillant un ruisseau (venant du Nord-Ouest), puis en courbant vers le Sud-Est, jusqu'à la rivière des Framboises (venant de l'Est) ;
- 21,1 km vers le Sud-Est en courbant vers le Sud-Ouest, jusqu'à la décharge (venant du Nord-Ouest) d'un ensemble de lacs ;
- 12,8 km vers le Sud courbant vers l'Est en fin de segment, jusqu'à la décharge (venant du Nord-Est) d'un ensemble de petits lacs ;
- 5,6 km vers le Sud-Est, jusqu'à la décharge (venant de l'Ouest) d'un ensemble de lacs ;
- 10,4 km vers le Sud-Ouest jusqu'à un ruisseau, puis vers le Sud-Est, jusqu'à la confluence de la décharge (venant de l'Est) d'un ensemble de lacs ;
- 19,6 km vers le Sud-Est, jusqu'à la confluence de la rivière Papillon (venant du Nord-Ouest) ;

Cours intermédiaire de la rivière Mistassini (en aval de la rivière Papillon) (segment de 82,5 km)
- 20,7 km vers le Sud-Est en formant quelques serpentins en début de segment, jusqu'à la confluence de la rivière à la Truite (venant de l'Ouest) ;
- 38,2 km vers le Sud-Est en contournant un groupe d'îles dans un coude de rivière en fin de segment, jusqu'à la confluence de la rivière Samaqua (venant du Nord) ;
- 7,0 km vers le Sud, jusqu'à la confluence de la rivière Gervais (venant du Nord-Ouest) ;
- 3,9 km vers le Sud en courbant vers l'Ouest, jusqu'à la décharge (venant de l'Ouest) des lacs Saint-Laurent et des Coudes ;
- 8,4 km vers le Sud-Est en courbant vers l'Est, jusqu'à la confluence de la rivière Phiran (venant du Nord-Ouest) ;
- 4,3 km vers le Sud-Est en traversant la onzième chute et en contournant deux îles, jusqu'à la confluence de la rivière Ouasiemsca (venant de l'Ouest) ;

Cours inférieur de la rivière Mistassini (en aval de la rivière Ouasiemsca) (segment de 52,3 km)
- 12,2 km vers l'Est en traversant quelques chutes et formant un crochet vers le Nord jusqu'à un coude de rivière ;
- 17,4 km vers le Sud-Est en recueillant le ruisseau de la Grande Savane, puis en formant un crochet vers le Nord, en recueillant les eaux de la rivière aux Rats, en coupant la route 169 et en traversant quelques chutes jusqu'à la confluence de la rivière Mistassibi (venant du Nord), correspondant à la ville de Dolbeau-Mistassini ;
- 22,7 km vers le Sud-Est en courbant d'abord vers l'Est, en passant devant le village de Sainte-Marguerite-Marie et le hameau "Les Faux Canals", ainsi qu'en contournant quelques îles dont plusieurs à son embouchure, jusqu'à son embouchure[3].

La Mistassini se déverse dans la partie nord du lac Saint-Jean, à Saint-Méthode. Elle est navigable de son embouchure jusqu'à la ville de Dolbeau-Mistassini, à environ 25 km en amont. L'embouchure de la rivière Mistassini est située sur la rive Nord du lac Saint-Jean, à :
- 23,3 km au Sud-Ouest de l'embouchure de la rivière Péribonka ;
- 54,7 km à l'Est de l'embouchure du lac Saint-Jean ;
- 66,4 km à l'Ouest du centre-ville d’Alma ;
- 110,8 km à l'Ouest du centre-ville de Saguenay ;
- 217 km à l’Ouest de l’embouchure de la rivière Saguenay[3].

À partir de l’embouchure de la rivière Mistassini, le courant traverse le lac Saint-Jean sur 42,7 km vers l’Est, puis emprunte le cours de la rivière Saguenay vers l’Est sur 155 km jusqu'à la hauteur de Tadoussac où il conflue avec le fleuve Saint-Laurent.

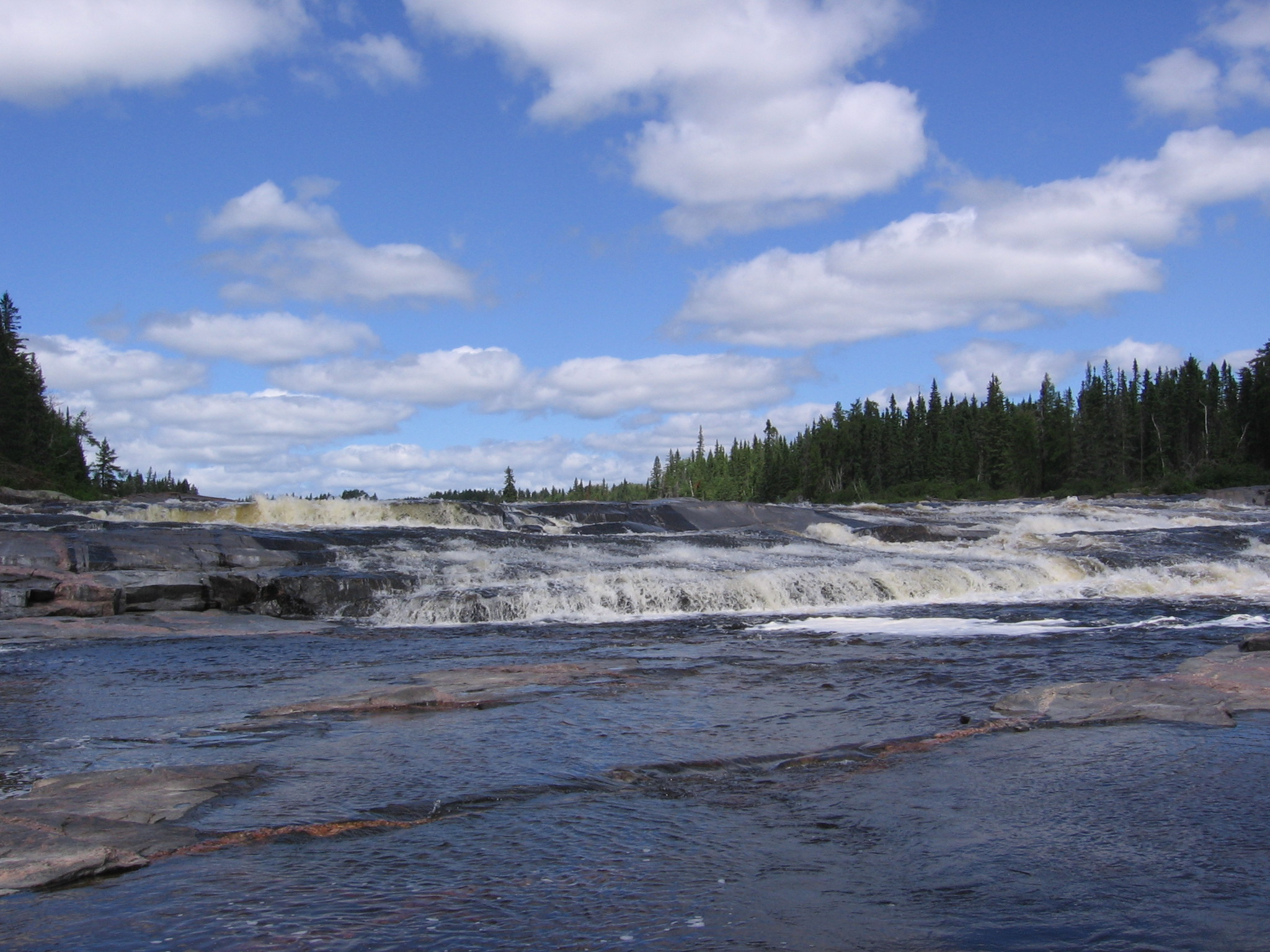
La 9e chute à Albanel au lac Saint-Jean.
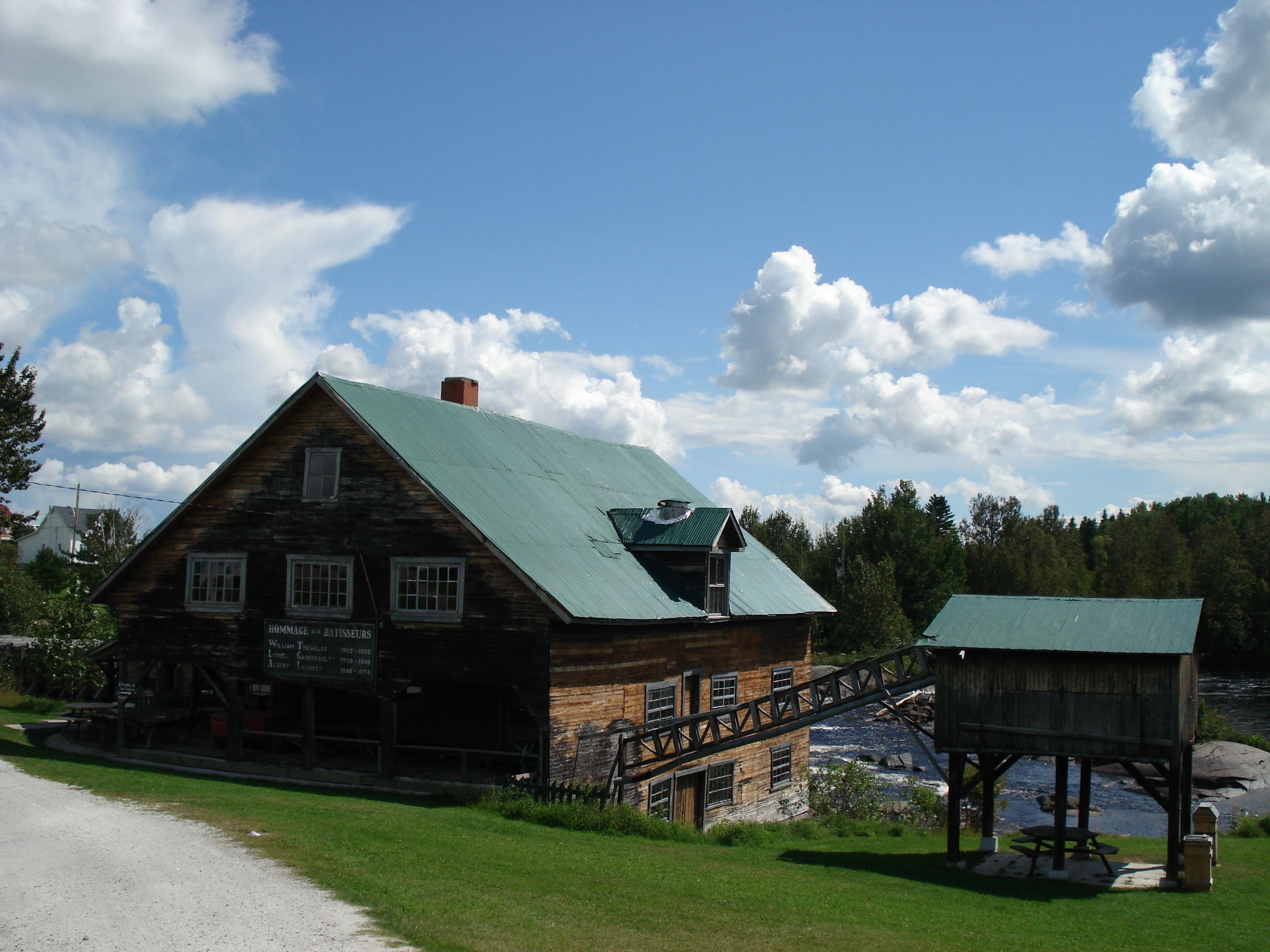
Moulin sur la rivière.
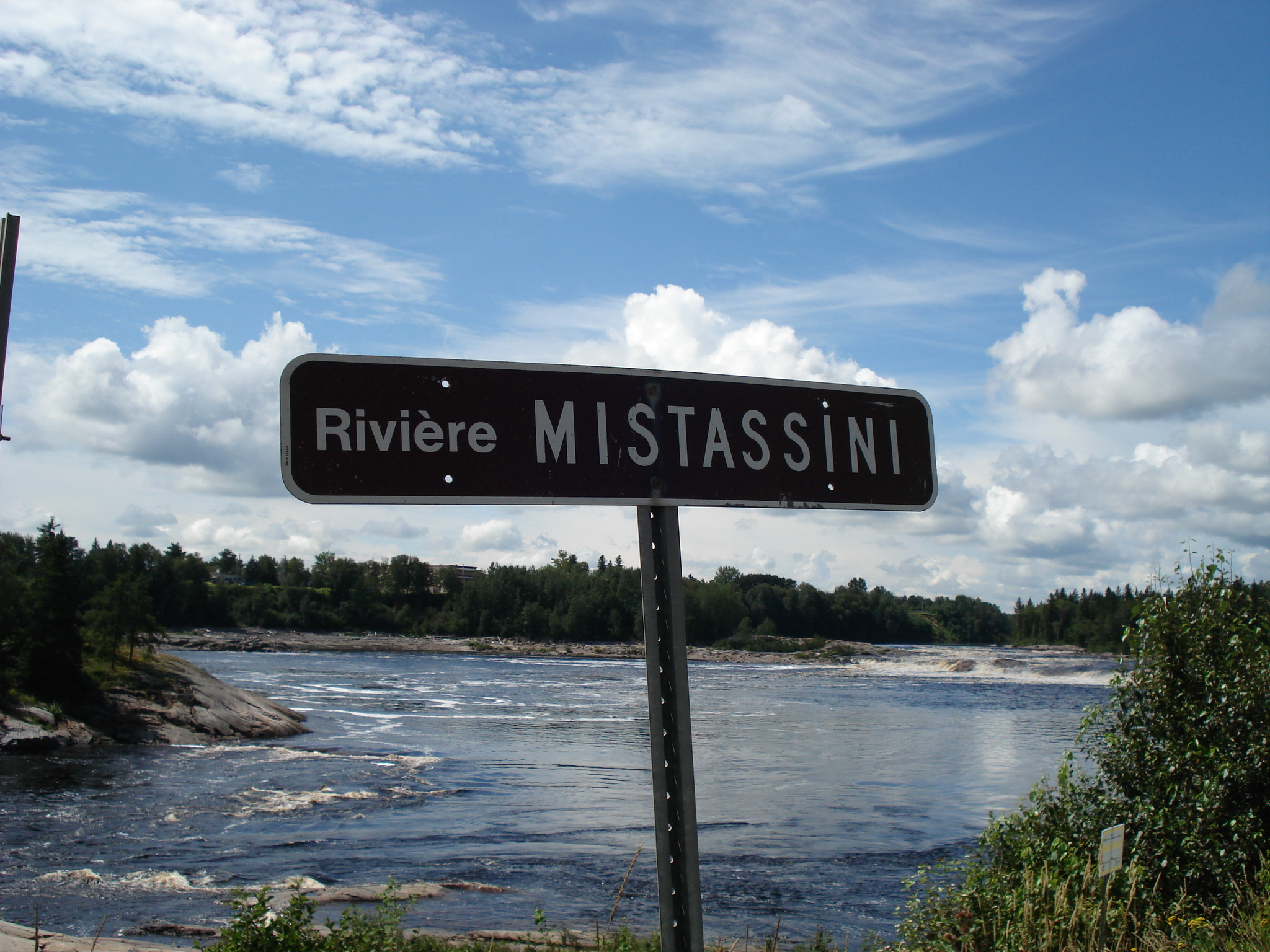
Panneau indiquant la rivière.

## Histoire
Au XVIIe siècle et durant la première moitié du XVIIIe siècle, elle est considérée comme l'une des six voies d'accès privilégiées au lac Mistassini. Une carte de Louis Jolliet, datée de 1679, la représente vraisemblablement sous le nom de « R. Kakigoua », ce qui signifierait celle où le sable est coupé perpendiculairement. Plus tard, d'autres cartographes, tels que le père Laure, en 1731 et 1732, Jean-Baptiste Bourguignon d'Anville, en 1755, ou encore Nicolas Bellin, en 1764, représentent plutôt la rivière Mistassini sous le nom de Rivière aux Sables. Lors de son voyage de 1792, le botaniste André Michaux la dénomme Rivière Mistassin. Il semble que la première mention du toponyme, selon sa graphie actuelle, remonte à 1825. Cette année-là, Paschal-Jacques Taché, seigneur de Kamouraska, publie un document cartographique dans lequel il donne le nom de Mistassini à la rivière.